# Papa Nicolau III
Nicolau III nascido Giovanni Gaetano Orsini, O.S.B. (Roma, 1216 — Soriano nel Cimino, 22 de Agosto de 1280) foi o 188º Papa da Igreja Católica, entre 25 de novembro de 1277 e a data da sua morte. Foi o Papa que sucedeu João XXI.
Nobre romano, que serviu sob as ordens de oito Papas, foi feito cardeal-diácono pelo Papa Inocêncio IV (1243-54), protetor dos Franciscanos pelo Papa Alexandre IV (1254-61) e inquisidor-geral pelo Papa Urbano IV (1261-64).
Após a morte do seu antecessor, em 20 de maio de 1277, o Vaticano ficou cerca de seis meses sem Papa. Foi eleito em 25 de novembro de 1277.
O seu breve pontificado foi marcado por vários acontecimentos importantes. Político nato, fortaleceu consideravelmente a posição papal na Itália. Concluiu uma concordata com Rodolfo I de Habsburgo (1273-91) em maio de 1278, na qual as regiões da Romanha e de Ravena foram garantidas ao Papa. Nicolau III compôs a bula Exiit em 14 de Agosto de 1279 para resolver o conflito interno da Ordem Franciscana, entre os partidários da observância estrita e liberal. Com enormes custos, reparou o Palácio de Latrão e o Vaticano, e construiu uma bela casa de campo em Soriano, na Itália, nos arredores de Viterbo. Nicolau III, apesar de ser descrito como um homem culto e com uma forte personalidade, terá sido vítima de censuras devido aos seus esforços para fundar principados para os seus sobrinhos e outras personalidades.
Ele mesmo parente do Papa Celestino III, ainda teve um parente Papa, Bento XIII, descendente de um dos seus irmãos.
Morreu de apoplexia, em 22 de agosto de 1280.

## Referência na Divina Comédia de Dante
Dante Alighieri no Inferno da Divina Comédia menciona o Papa Nicolau III, que teria sido condenado a passar a eternidade no oitavo Círculo do Inferno, reservado a quem cometesse Simonia, o pecado e crime eclesiástico de pagar para obter cargos na hierarquia da Igreja. Na obra de Dante, os Simoníacos são colocados de cabeça para baixo em buracos, com as solas dos pés queimadas por chamas (Canto 19). Nestes fossos, Nicolau III era o maior pecador, facto demonstrado pela altura das chamas nos seus pés.  Inicialmente confunde Dante com o Papa Bonifácio VIII. Quando a confusão é esclarecida, Nicolau informa Dante que prevê a condenação (por simonia) de Bonifácio VIII e do Papa Clemente V, um papa ainda mais corrupto.